# Ján Zachara
Ján Zachara (Csákfalva, 1928. augusztus 27. – Újtölgyes, 2025. január 2.) olimpiai bajnok szlovák ökölvívó.

## Pályafutása
A Trencsén melletti Csákfalván született. Később Simonyba költözött, ahol Július Torma volt a nevelőedzője. 1950-ben a ATK Praha ökölvívója lett, amíg kötelező sorkatonai szolgálatát teljesítette. Két olimpián vett részt. Az 1952-es helsinki olimpián pehelysúlyban aranyérmes lett. Az 1956-os melbourne-i olimpián a negyeddöntőben búcsúzott a finn Pentti Hämäläinen elleni mérkőzésen. Három Európa-bajnokságon szerepelt a csehszlovák válogatott tagjaként (1949, 1955, 1959). Négyszeres csehszlovák bajnok volt (1951, 1954, 1955, 1956). 1959-ben fejezte be az aktív ökölvívást és Máriatölgyesen telepedett le. Itt edzőként dolgozott és szakmai irányítása alatt az SMZ Dubnica Spartak csapata három csehszlovák bajnoki címet nyert (1969, 1971, 1972).

## Sikerei, díjai
- Olimpiai játékok
  - aranyérmes: 1952, Helsinki
- Csehszlovák bajnokság
  - bajnok: 1951, 1954, 1955, 1956